# Плюрігармонічна функція
Плюрігармонічна функція — два рази неперервно диференційовна, функція комплексних змінних {\displaystyle f\colon G\subset {\mathbb {C} }^{n}\to {\mathbb {C} }}, така що для будь-якої комплексної прямої {\displaystyle \{a+bz\mid z\in {\mathbb {C} }\}} функція
{\displaystyle z\mapsto f(a+bz)}
є гармонічною на множині
{\displaystyle \{z\in {\mathbb {C} }\mid a+bz\in G\}}.
Аналогічним означення є і для функцій кількох комплексних змінних зі значенням у множині дійсних чисел.
Для дійснозначних функцій також можна дати еквівалентне означення через часткові похідні. Нехай {\displaystyle f\colon G\subset {\mathbb {C} }^{n}\to {\mathbb {R} }:(z_{1},\ldots ,z_{n})\to f(z_{1},\ldots ,z_{n})} така функція і {\displaystyle z_{k}=x_{k}+y_{k}i,\;k=1,\ldots ,n} — запис комплексних змінних через їх дійсні й уявні складові. Функція {\displaystyle f} є плюрісубгармонічною тоді і тільки тоді, коли вона має неперервні часткові похідні по змінних {\displaystyle x_{k},y_{l}} до другого порядку включно і задовольняє систему рівнянь:
{\displaystyle {\begin{cases}{\partial ^{2}f \over \partial x_{k}\partial x_{l}}+{\partial ^{2}f \over \partial y_{k}\partial y_{l}}=0,\\{\partial ^{2}f \over \partial x_{k}\partial y_{l}}-{\partial ^{2}f \over \partial y_{k}\partial x_{l}}=0,\end{cases}}}
де {\displaystyle k,l=1,\ldots ,n.}
Позначаючи, як звично:
{\displaystyle {\frac {\partial }{\partial z}}={\frac {1}{2}}\left({\frac {\partial }{\partial x}}-i{\frac {\partial }{\partial y}}\right),\quad {\frac {\partial }{\partial {\bar {z}}}}={\frac {1}{2}}\left({\frac {\partial }{\partial x}}+i{\frac {\partial }{\partial y}}\right),}
дану систему можна записати у більш зручному виді:
{\displaystyle {\partial ^{2}f \over \partial z_{k}\partial {\bar {z}}_{l}}=0,\;\;k,l=1,\ldots ,n.}
Комплекснозначна функція буде плюрігармонічною тоді і тільки тоді, коли її дійсна і уявна частини задовольнятимуть рівнянням вище.

## Властивості
- Кожна плюрігармонічна функція є гармонічною функцією. У випадку функцій однієї комплексної змінної правильним є і обернене твердження. Натомість для функцій більш ніж однієї змінної обернене твердження є неправильним.  Наприклад дійснозначна функція {\displaystyle f(x_{1}+iy_{1},x_{2}+iy_{2})=x_{1}y_{2}} є гармонічною в {\displaystyle \mathbb {C} ^{2}}⁣, але вона не є плюрігармонічною оскільки, наприклад, на прямій {\displaystyle (z,iz)} її значення рівні {\displaystyle f(z,iz)=({\text{Re}}\;z)^{2}} і {\displaystyle ({\text{Re}}\;z)^{2}} не є гармонічною функцією. Плюрігармонічні функції кількох комплексних змінних також є правильним підкласом кратногармонічних функцій.
- Також плюрігармонічні функції є правильним підкласом плюрісубгармонічних функцій, що для {\displaystyle n>1} є правильним підкласом субгармонічних функцій.
- Важливість плюрігармонічних функцій у комплексному аналізі кількох змінних пояснюється тим, що для голоморфної функції декількох комплексних змінних її дійсна (і уявна) частини є плюрігармонічними функціями. Плюрігармонічні функції, що є дійсною і уявною частинами голоморфної функції називаються спряженими.
- Навпаки, якщо дано плюрігармонічну функцію {\displaystyle u} в однозв'язному околі V точки {\displaystyle z_{0}}, то в цьому околі існує голоморфна функція {\displaystyle f=u+iv}, дійсна частина якої дорівнює {\displaystyle u}. Завдання визначення цієї голоморфної функції {\displaystyle g} зводиться до знаходження спряженої плюрігармонічної функції за формулою

{\displaystyle v(z)=\int _{z_{0}}^{z}\textstyle \sum _{k=1}^{n}\left(-{\partial u \over \partial y_{k}}dx_{k}+{\partial u \over \partial x_{k}}dy_{k}\right)+C,\;\;z\in V.}